# Цзинь Цзывэй
Цзинь Цзывэй (кит. трад. 金紫薇, пиньинь Jīn Zǐwēi; род. 17 октября 1985, Шэньян) — китайская гребчиха, выступавшая за сборную Китая по академической гребле в период 2004—2012 годов. Чемпионка летних Олимпийских игр в Пекине, обладательница бронзовой медали чемпионата мира, двукратная чемпионка Азиатских игр, участница многих регат национального и международного значения.

## Биография
Цзинь Цзывэй родилась 17 октября 1985 года в городе Шэньян провинции Ляонин, КНР.
Заниматься академической греблей начала в 1999 году, проходила подготовку в гребной команде провинции Цзянси.
Первого серьёзного успеха на взрослом международном уровне добилась в сезоне 2004 года, когда вошла в основной состав китайской национальной сборной и побывала на этапе Кубка мира в Мюнхене, откуда привезла награду серебряного достоинства, выигранную в зачёте распашных рулевых восьмёрок. Благодаря череде удачных выступлений удостоилась права защищать честь страны на летних Олимпийских играх в Афинах — была близка здесь к призовым позициям, показав в восьмёрках четвёртый результат.
В 2006 году в парных четвёрках выиграла серебряную медаль на этапе Кубка мира в Познани, была четвёртой в восьмёрках на чемпионате мира в Итоне, победила в одиночках на Азиатских играх в Дохе.
В 2007 году в парных четвёрках была лучшей на этапе Кубка мира в Амстердаме, тогда как на мировом первенстве в Мюнхене взяла бронзу.
Одержав победу на этапе Кубка мира 2008 года в Люцерне, благополучно прошла отбор на домашние Олимпийские игры в Пекине. В составе четырёхместного парного экипажа, куда также вошли гребчихи Тан Бинь, Си Айхуа и Чжан Янъян, обошла всех своих соперниц в решающем финальном заезде и тем самым завоевала золотую олимпийскую медаль.
После пекинской Олимпиады Цзинь осталась в составе гребной команды Китая на ещё один олимпийский цикл и продолжила принимать участие в крупнейших международных регатах. Так, в 2010 году в четвёрках она выиграла бронзовую медаль на этапе Кубка мира в Мюнхене, в двойках победила на домашних Азиатских играх в Гуанчжоу, в то время как на мировом первенстве в Карапиро показала седьмой результат в четвёрках.
В 2011 году на чемпионате мира в Бледе финишировала пятой в парных четвёрках.
Представляла страну на Олимпийских играх 2012 года в Лондоне, однако на сей раз попасть в число призёров не смогла — в программе парных четвёрок в финале пришла к финишу пятой. Вскоре по окончании этого сезона приняла решение завершить спортивную карьеру.